# 노정윤
노정윤(한국 한자: 盧廷潤, 1971년 3월 28일 ~ )은 대한민국의 전 축구 선수이다. 현역 시절 포지션은 미드필더였다.

## 개요
1970년 3월28일 인천 출생으로 부평고등학교, 고려대학교를 졸업하였다. 프로필상에는 1971년생이라고 되어있지만 실제출생은 1970년이다. 키는 작지만 미드필드 진영에서 상대 선수에게 가하는 투지 넘치는 압박이 마테우스와 닮았다는 점에 착안하여 '노테우스'라는 별명이 붙었다.

## 클럽 경력
1993년 일본 J리그의 산프레체 히로시마에서 데뷔하여 일본 J리그에 진출한 첫 한국인 선수가 되었고, 팀의 J리그 1회 준우승 (1994년), 천황배 2회 준우승 (1995년, 1996년)에 공헌하였다. 일본 세금 문제로 1998년 1월 네덜란드 에레디비시의 NAC 브레다로 1시즌 동안 이적하였으며 한 시즌만인 1999년 1월 일본 J리그의 세레소 오사카로 J리그 복귀, 2000년 올스타전에 선발되었으며 2000년 후기리그 '베스트 11'에 선정되는 등 큰 활약을 펼쳤고, 2001년 8월 아비스파 후쿠오카로 옮겨 활약하였다.
2003년 K리그의 부산 아이콘스로 이적하였으며, 2003년 4월 13일 안양 LG 치타스와의 경기에서 K리그 데뷔골을 기록했다. 이후 2004년 FA컵 우승에 공헌하였다.
2005년 울산 현대로 이적하여, 그 해 K리그 우승에 공헌하였다.
2006년 4월 16일, 제주 유나이티드와의 K리그 원정 경기를 끝으로 울산 현대에서 선수 생활을 마쳤다.

## 국가대표팀 경력
1990년 7월 31일, 다이너스티컵에서 중국과의 경기로 A매치 데뷔전을 치렀다. 1994년 FIFA 월드컵, 1998년 FIFA 월드컵, 2000년 AFC 아시안컵 등의 많은 대회에서 뛰었고, A매치 43경기에서 5골을 넣었다.

## 플레이 스타일
폭발적인 순발력과 승부근성, 넓은 시야에 기술까지 갖추었다.

## 지도자 경력
2007년 2월, 가족과 함께 미국으로 연수를 떠났고, 로스앤젤레스를 거점으로 생활하면서 지도자 연수를 받고 있다.

## 기타
2003년 4월 16일 한일전 당시 일본 TBS에서 해설 위원을 맡기도 하였다.

## 경력 목록

### 클럽 경력
- 1993년 ~ 1997년  산프레체 히로시마
- 1998년  NAC 브레다
- 1999년 ~ 2001년  세레소 오사카
- 2001년 ~ 2002년  아비스파 후쿠오카
- 2003년 ~ 2004년  부산 아이콘스
- 2005년 ~ 2006년  울산 현대

### 국가대표팀 경력
- 1994년 FIFA 월드컵 대표
- 1998년 FIFA 월드컵 대표
- 2000년 AFC 아시안컵 대표

## 수상 내역

### 클럽

#### 산프레체 히로시마
- J리그 준우승 1회 (1994년)
- 천황배 전일본 축구 선수권 대회 준우승 2회 (1995년, 1996년)

#### 부산 아이파크
- FA컵 우승 1회 (2004년)

#### 울산 현대 호랑이
- K리그 우승 1회 (2005년)
- 하우젠 컵 준우승 1회 (2005년)
- 대한민국 슈퍼컵 우승 1회 (2006년)
- A3 챔피언스컵 우승 1회 (2006년)

### 국가대표팀
- 2000년 AFC 아시안컵 3위